# 中华人民共和国国家高速公路网

中国国家高速公路网
放射线 纵线 横线 地区、都市圈、绕城环线以及所有联络线、并行线

中华人民共和国国家高速公路网，简称国家高速，采用放射线与纵横网格相结合布局方案，由7条首都放射线、11条南北纵线和18条东西横线组成，简称为“71118”网，总规模约16.2万公里（含远景展望线约0.8万公里），是世界上规模最大的高速公路系统，而服務區佈點等配套设施也在逐步完善中。編號系統則解決了中國大陸首條瀋大高速公路通車以來，中國大陸高速公路有名無號的問題。

## 命名与编号

### 命名
1. 国家高速公路网路线的命名应遵循公路命名的一般规则。
2. 国家高速公路网路线名称按照路线起、讫点的顺序，在起讫点地名中间加连接符“－”组成，全称为“××－××高速公路”。路线简称采用起讫点地名的首位汉字表示[註 1]。若两端均为省会或直辖市/特别行政区，也可以采用起讫点所在省（市）的简称表示，格式为“××高速”，如：京港澳高速、京新高速、沪陕高速。
3. 国家高速公路网路线名称及简称不可与现有存在的名称重复。如出现重复时，采用以行政区划名称的第二或第三位汉字替换等方式加以区别。但是可以使用其他高速公路用过的曾用名，如海三高速、福厦高速。也可以使用其他高速公路名称的倒序，例如 延长高速、 长延高速。
4. 国家高速公路网的地区环线名称，全称为“××地区环线高速公路”，简称为“××环线高速”。如“珠江三角洲地区环线高速公路”，简称为“珠三角环线高速”。
5. 国家高速公路网的城市绕城环线名称以城市名称命名，全称为“××市绕城高速公路”，简称为“××绕城高速”。如“广州市绕城高速公路”，简称“广州绕城高速”。
6. 当两条以上路段起讫点相同时，则按照由东向西或由北向南的顺序，依次命名为“××－××高速公路东（中、西）线”或“××－××高速公路北（中、南）线”。简称为“××高速东（中、西）线”或“××高速北（中、南）线”。
7. 路线地名应采用规定的汉字或罗马字母拼写表示。路线起讫点地名的表示，应取其所在地的主要行政区划的单一名称，一般为县级（含）以上行政区划名称。
8. 南北纵向路线以路线北端为起点，以路线南端为终点；东西横向路线以路线东端为起点，以路线西端为终点。放射线的起点为北京。

### 编号
- 编号结构

中华人民共和国国家高速公路网编号由字母标识符和阿拉伯数字编号组成。
- 字母标识符

中华人民共和国国家高速公路是国道网的重要组成部分，路线字母标识符采用汉语拼音“G”表示；中国国家高速公路网主线的编号，由中国国家高速公路标识符“G”加1位或2位数字顺序号组成，编号结构为“G#”或“G##”。
- 数字及数字与字母编号

1. 首都放射线的编号为1位数，以北京市为起点，放射线的止点为终点，以1号高速公路为起始，按路线的顺时针方向排列编号，编号区间为G1～G9。
2. 纵向路线以北端为起点，南端为终点，按路线的纵向由东向西顺序编排，路线编号取奇数，编号区间为G11～G89。
3. 横向路线以东端为起点，西端为终点，按路线的横向由北向南顺序编排，路线编号取偶数，编号区间为G10～G90。
4. 并行线由其并行最近的主线（纵线、横线或地区环线）编号后加一位识别号“2”以及一位联络线顺序号组合在全国范围内编排（联络线数量突破容量时，可将识别号扩容为4）。
  - 若同一主线穿越多个省（自治区、直辖市），所连接的并行线的顺序号，宜沿主线起讫方向增序排列。
  - 若主线并行编号空间已全部使用，则选用主线编号次小者，以此类推。
  - 若对应主线为首都放射线（对应主线编号为1位）时，则在主线编号前以数字0补位，例如  广澳高速。
5. 地区环线（如珠江三角洲环线）的编号区间为G91～G98（G99曾为台湾地区环线高速公路编号）。
6. 都市圈环线的编号区间为G9901～G9912。
7. 一般联络线的编号为4位数，由国家高速公路标识符“G”+“主线编号”+ 数字“1”或“3”+“一般联络线顺序号”组成，其中前两位数值采取其连接的最小两位数编号，用普通大小的字体表示；后两位数值根据所连接线的起点至终点顺序递增，数字采取下标标示，如  莞佛高速。
  - 如该联络线仅与首都放射线连接，则在1位数主线编号前以数字“0”补位，最后两位数值同样采取下标标示，如  成乐高速。
  - 编号前两位数取最小值编号，例如曾经作为同三高速一部分的哈同高速，连接了  京哈高速、 绥满高速、 鹤大高速；G1属于放射线，所以排除，剩余最小的是G10，则命名  哈同高速。再如 沙厦高速，连接的最小主线为  沈海高速，但其若命名为 G1518 会与  莆炎高速 出现交叉，所以利用次小者 G2517。
  - 按顺序编排已随着2022版增加的联络线编号而实际失效。
8. 城市环线的编号为4位数，由其连接的编号最小的主线（纵线、横线或地区环线）编号后增加一位识别号“0”以及一位绕城环线顺序号组合在全國范围内编排。
  - 不同省级行政区间不允许出现相同绕城环线编号。主线编号为该环线所连接的纵线和横线编号最小者。
  - 如该主线所带城市绕城环线编号空间已经全部使用，则选用主线编号次小者，依此类推。
  - 若该环线建成之初仅与首都放射线连接，则在1位数主线编号前以数字“0”补位，最后两位数值同样采取下标标示，如  长沙绕城高速。
  - 若最小编号主线迟于绕城高速通车或建成初期只有放射线，可以使用实际通车的最小编号，仅有的例子是  长春绕城高速（最小编号实际为G12）、 天津绕城高速（最小编号实际为G18）、 海口绕城高速（最小编号实际为G15）。
9. 若一段道路属于两条及以上线路，则按等级优先考虑：国家高速＞省高速。例如 呼北高速与 静兴高速共线的“奥家湾立交—土贞立交”段，原本仅属于 静兴高速。但因为 呼北高速属于国家高速，所以此段路线改用G59编号。若等级相同，则取主线编号较小者，例如 荣乌高速与 长深高速共线的“沙洼立交—团泊南立交”段，在 荣乌高速未建成前，该段路仅属于 长深高速（这也是为何天津绕城高速用G2502而非G1801的直接原因），后来在G18全线通车后全部改为了G18的编号。
  - 若等级不同，则按照细分等级考虑，具体等级排位依次为：绕城高速＞主线＞联络、并行线（如 大广高速北京“酸枣岭立交—双源立交”段，在 北京六环路建成后全部改为G4501编号，以确保主要城市环线的完整性，同时也让事故救援时确认位置的复杂程度明显降低）。
  - 若遇到两条线路主线编号均相同（一条并行线、一条联络线），处理方式为“先建成通车优先”。截至目前，全国仅有的唯二例子是： 甬莞高速与 莆炎高速共线的“潼关立交—五星立交”段目前使用 甬莞高速的编号， 合安高速与 沪武高速“马堰立交—桐城南立交”段目前使用 合安高速的编号。

### 出口编号
1. 国家高速公路出口编号一般为阿拉伯数字，其数值等于该出口所在互通立交中心里程桩号的整数值，大部分省份对于四位数编号仅取后三位，部分省区市（如福建、广东）则在所有四位数编号出口均将四位数编号全部写出。如果出口处桩号为K5+700，则该出口编号为5；某出口处桩号为K2536+700，则该出口编号为2536或536。这种出口编号方法较好地解决了因出入口数量增减而导致整条高速公路出口编号被迫变更的情况，同时也方便事故救援时确认位置。
2. 同一枢纽式互通立交在同一主线方向有多个出口时，该枢纽式互通立交所有主线出口统一编号，采用出口编号后加英文字母组合表示。出口编号按照桩号递增方向逆时针排列，英文字母按照“A”、“B”、“C”、“D”……等序列排序。如某枢纽式互通桩号为K15+700，在主线K15+200、K16+200和反方向K16+200、K15+200处有4个出口，则四个出口编号依次为15A、15B和15C、15D。

## 线路

### 首都放射线
- 北京－哈尔滨（ 京哈高速）：北京－宝坻－唐山－秦皇岛－锦州－沈阳－四平－长春－哈尔滨，1,214公里。
  - 联络线一：秦皇岛－滨州（ 秦滨高速）：秦皇岛－唐海－天津滨海新区－黄骅港－滨州（沾化）
  - 联络线二：长春－辽源（ 长辽高速）：长春－伊通－辽源
  - 并行线一：北京－秦皇岛（ 京秦高速）：北京－蓟州－迁西－秦皇岛
  - 并行线二：秦皇岛－沈阳（ 秦沈高速）：秦皇岛－义县－黑山－沈阳
- 北京－上海（ 京沪高速）：北京－天津－沧州－济南－莱芜－临沂－淮安－江都－江阴－无锡－苏州－上海，1,227公里。
  - 联络线一：天津－石家庄（ 津石高速）：天津滨海新区－静海－大城－任丘－安国－石家庄
  - 联络线二：武清－滨海新区（ 武滨高速）：武清－天津滨海新区
- 北京－台北（ 京台高速）：北京－廊坊－沧州－德州－济南－泰安－曲阜－徐州－蚌埠－合肥－铜陵－黄山－衢州－建瓯－福州－台北（规划终点），1,979公里（实际），总长度未知。
  - 联络线：济南－聊城（ 济聊高速）：济南－茌平－聊城
  - 并行线一：德州－上饶（ 德上高速）：德州－聊城－范县－菏泽－巨野－永城－蒙城－舒城－祁门－婺源－德兴－上饶
  - 并行线二：北京－德州（ 京德高速）：北京－霸州－德州
  - 并行线三：济宁－合肥（ 济合高速）：济宁－鱼台－徐州－宿州－固镇－蚌埠－凤阳－定远－合肥
- 北京－港澳（ 京港澳高速）：北京－保定－石家庄－邯郸－新乡－郑州－漯河－信阳－武汉－咸宁－岳阳－长沙－株洲－衡阳－郴州－韶关－广州－深圳－香港（口岸），2,282公里。
  - 联络线一：安阳－长治（ 安长高速）：安阳－林州－长治
  - 联络线二：深圳－南宁（ 深南高速）：深圳－珠海－江门－茂名－玉林－南宁
  - 联络线三：新乐－忻州（ 新忻高速）：新乐－行唐－平山－忻州
  - 并行线一：许昌－广州（ 许广高速）：许昌－叶县－泌阳－随州－天门－潜江－岳阳－汨罗－长沙－衡阳－常宁－临武－连州－清远－广州
  - 并行线二：武汉－深圳（ 武深高速）：武汉－嘉鱼－通城－平江－浏阳－醴陵－攸县－炎陵－汝城－仁化－新丰－博罗－深圳
  - 并行线三：乐昌－广州（ 乐广高速）：乐昌－韶关－英德－广州
  - 并行线四：北京－武汉（ 京武高速）：北京－河北雄安新区－巨鹿－郑州－尉氏－汝南－正阳－武汉
  - 并行线五：广州－澳门（ 广澳高速）：广州－中山－珠海－澳门（口岸）
- 北京－昆明（ 京昆高速）：北京－保定－石家庄－盂县－太原－临汾－西安－汉中－广元－绵阳－成都－雅安－西昌－攀枝花－昆明，2,716公里。
  - 联络线一：德阳－都江堰（ 德都高速）：德阳－什邡－彭州－都江堰
  - 联络线二：成都－乐山（ 成乐高速）：成都－彭山－眉山－乐山
  - 联络线三：平遥－洛阳（ 平洛高速）：平遥－沁源－安泽－沁水－阳城－孟津－洛阳
- 北京－拉萨（ 京藏高速）：北京－张家口－集宁－呼和浩特－包头－临河－乌海－银川－中宁－白银－兰州－西宁－格尔木－拉萨，2,858公里（实际），总长度3,850公里。
  - 联络线一：张掖－汶川（ 张汶高速）：张掖－门源－大通－西宁－平安－同仁－河南－尕海－若尔盖－松潘－汶川
  - 联络线二：西宁－和田（ 西和高速）：西宁－湟源－海晏－天峻－德令哈－茫崖－若羌－且末－民丰－于田－和田
  - 联络线三：西宁－丽江（ 西丽高速）：西宁－共和－玛多－玉树－昌都－芒康－香格里拉－丽江
  - 联络线四：德令哈－康定（ 德康高速）：德令哈－都兰－玛沁－久治－马尔康－金川－丹巴－康定
  - 联络线五：乌拉特前旗－甘其毛都（ 乌甘高速）：乌拉特前旗－乌拉特中旗－甘其毛都（口岸）
- 北京－乌鲁木齐（ 京新高速）：北京－张家口－集宁－呼和浩特－临河－额济纳旗－哈密（梧桐大泉）－伊吾－巴里坤－奇台－阜康－乌鲁木齐，2,856公里。
  - 联络线一：乌鲁木齐－若羌（ 乌若高速）：乌鲁木齐－库尔勒－若羌
  - 联络线二：额济纳旗－策克（ 额策高速）：额济纳旗－策克（口岸）

### 南北纵线
- 鹤岗－大连（ 鹤大高速）：鹤岗－佳木斯－鸡西－牡丹江－敦化－通化－丹东－大连，1,440公里。
  - 联络线一：鹤岗－哈尔滨（ 鹤哈高速）：鹤岗－伊春－绥化－哈尔滨
  - 联络线二：集安－双辽（ 集双高速）：集安（口岸）－通化－梅河口－辽源－四平－双辽
  - 联络线三：丹东－阜新（ 丹阜高速）：丹东（口岸）－本溪－沈阳－新民－阜新
  - 联络线四：鸡西－建三江（ 鸡建高速）：鸡西－密山－虎林－建三江
  - 联络线五：伊春－北安（ 伊北高速）：伊春－北安
  - 联络线六：绥化－北安（ 绥北高速）：绥化－海伦－北安
  - 联络线七：抚松－长白（ 抚长高速）：抚松－长白（口岸）
  - 联络线八：白山－临江（ 白临高速）：白山－临江（口岸）
  - 联络线九：牡丹江－延吉（ 牡延高速）：牡丹江（杏山）－汪清－延吉
- 沈阳－海口（ 沈海高速）：沈阳－辽阳－鞍山－海城－大连－烟台－青岛－日照－连云港－盐城－南通－常熟－太仓－上海－宁波－台州－温州－宁德－福州－泉州－厦门－汕头－汕尾－深圳－广州－佛山－开平－阳江－茂名－湛江－海口，3,632公里。
  - 联络线一：日照－兰考（ 日兰高速）：日照－曲阜－济宁－菏泽－兰考
  - 联络线二：宁波－金华（ 甬金高速）：宁波－嵊州－金华
  - 联络线三：温州－丽水（ 温丽高速）：温州－丽水
  - 联络线四：宁德－上饶（ 宁上高速）：宁德－上饶
  - 联络线五：盐城－靖江（ 盐靖高速）：盐城－姜堰－靖江
  - 联络线六：盐城－洛阳（ 盐洛高速）：盐城（大丰）－盐城－淮安－泗县－宿州－亳州－太康－许昌－登封－洛阳
  - 联络线七：莆田－炎陵（ 莆炎高速）：莆田（湄洲湾）－莆田－三明－建宁－广昌－吉安－泰和－井冈山－炎陵
  - 联络线八：盐城－蚌埠（ 盐蚌高速）：盐城－金湖－盱眙－五河－蚌埠
  - 联络线九：南通－如东（ 通如高速）：南通－如东
  - 联络线十：上海－慈溪（ 沪慈高速）：上海－慈溪
  - 联络线十一：泉州－梅州（ 泉梅高速）：泉州（泉州港）－永春－漳平－龙岩－大埔－梅州
  - 联络线十二：泉州－金门（ 泉金高速）：泉州－金门（规划终点）
  - 联络线十三：厦门－金门（ 厦金高速）：厦门－金门（规划终点）
  - 联络线十四：潮州－南昌（ 潮南高速）：潮州－梅州－平远－武平－长汀－宁化－建宁－南丰－宜黄－崇仁－南昌
  - 联络线十五：东莞－广州（ 莞广高速）：东莞－广州
  - 并行线一：常熟－嘉善（ 常嘉高速）：常熟－昆山－嘉善
  - 并行线二：常熟－台州（ 常台高速）：常熟－苏州－嘉兴－绍兴－台州
  - 并行线三：宁波－东莞（ 甬莞高速）：宁波－象山－台州－玉环－温州－福鼎－宁德－福州－永泰－仙游－安溪－漳州－平和－潮州－揭阳－陆河－惠东－东莞
- 长春－深圳（ 长深高速）：长春－双辽－阜新－朝阳－承德－唐山－天津－黄骅－滨州－青州－连云港－淮安－南京－溧阳－宜兴－湖州－杭州－金华－丽水－南平－三明－梅州－河源－惠州－深圳，3,658公里。
  - 联络线一：新民－鲁北（ 新鲁高速）：新民－彰武－通辽－鲁北
  - 联络线二：阜新－锦州（ 阜锦高速）：阜新－锦州
  - 联络线三：淮安－徐州（ 淮徐高速）：淮安－宿迁－徐州
  - 联络线四：鲁北－霍林郭勒（ 鲁霍高速）：鲁北－霍林郭勒
  - 联络线五：东营－吕梁（ 东吕高速）：东营（垦利）－滨州－济南－高唐－威县－邢台－左权－榆社－平遥－吕梁（汾阳）
  - 联络线六：沙县－厦门（ 沙厦高速）：沙县－尤溪－德化－安溪－厦门
  - 联络线七：深圳－岑溪（ 深岑高速）：深圳－中山－江门－新兴－罗定－岑溪
  - 联络线八：康平－沈阳（ 康沈高速）：康平－法库－沈阳
  - 联络线九：杭州－上饶（ 杭上高速）：杭州－淳安－开化－上饶
- 济南－广州（ 济广高速）：济南－菏泽－商丘－阜阳－六安－潜山－望江－景德镇－鹰潭－南城－瑞金－河源－广州，1,986公里。
  - 联络线一：菏泽－宝鸡（ 菏宝高速）：菏泽－长垣－新乡－修武－焦作－济源－垣曲－万荣－合阳－铜川－彬州－宝鸡（凤翔）
  - 联络线二：寻乌－赣州（ 寻赣高速）：寻乌－安远－赣州
- 大庆－广州（ 大广高速）：大庆－松原－双辽－通辽－赤峰－承德－北京－霸州－衡水－濮阳－开封－周口－麻城－黄石－吉安－赣州－龙南－连平－广州，3,453公里。
  - 联络线一：龙南－河源（ 龙河高速）：龙南－河源
  - 联络线二：双辽－嫩江（ 双嫩高速）：双辽－白城－齐齐哈尔－嫩江
  - 联络线三：奈曼旗－营口（ 奈营高速）：奈曼旗－阜新－盘锦－营口
  - 联络线四：赤峰－绥中（ 赤绥高速）：赤峰－凌源－绥中
- 二连浩特－广州（ 二广高速）：二连浩特－集宁－大同－太原－长治－晋城－洛阳－南召－南阳－襄阳－荆州－常德－娄底－邵阳－永州－连州－广州，2,746公里。
  - 联络线一：集宁－阿荣旗（ 集阿高速）：集宁－鲁北－乌兰浩特－阿荣旗
  - 联络线二：晋城－新乡（ 晋新高速）：晋城－焦作－新乡
  - 联络线三：长沙－张家界（ 长张高速）：长沙－常德－张家界
  - 联络线四：张家界－南充（ 张南高速）：张家界－来凤－黔江－石柱－忠县－梁平－大竹－营山－南充
  - 联络线五：苏尼特右旗－张家口（ 苏张高速）：苏尼特右旗－化德－张家口
  - 联络线六：常德－长沙（ 长常北线高速）[註 2]：常德－益阳－长沙
  - 联络线七：晋城－潼关（ 晋潼高速）：晋城－运城－永济－潼关
- 呼和浩特－北海（ 呼北高速）[註 3]：呼和浩特－和林格尔－右玉－朔州－岢岚－吕梁－吉县－运城－灵宝－卢氏－十堰－房县－保康－宜都－慈利－张家界－新化－武冈－新宁－资源－荔浦－平南－玉林－北海（铁山港）2,741公里。
  - 联络线一：朔州－太原（ 朔太高速）[註 2]：朔州－神池－太原
  - 联络线二：房县－五峰（ 房五高速）：房县－神农架－兴山－五峰
- 包头－茂名（ 包茂高速）：包头－鄂尔多斯－榆林－延安－铜川－西安－安康－达州－重庆－黔江－吉首－怀化－桂林－梧州－茂名，3,005公里。
  - 联络线一：安塞－清涧（ 安清高速）：安塞－子长－清涧
  - 联络线二：秀山－从江（ 秀从高速）：秀山－铜仁－天柱－黎平－从江
  - 联络线三：梧州－柳州（ 梧柳高速）：梧州－平南－柳州
  - 并行线一：榆林－蓝田（ 榆蓝高速）：榆林－绥德－延川－宜川－黄龙－渭南－蓝田（玉山）
  - 并行线二：延安－西安（ 延西高速）[註 2][註 4]：延安－富县－洛川－宜君－铜川－西安
- 银川－百色（ 银百高速）[註 3]：银川－惠安堡－庆城－旬邑－西安－安康－岚皋－城口－万州－忠县－涪陵－南川－道真－瓮安－贵阳－罗甸－乐业－百色（龙邦口岸），2,284公里。
  - 联络线：安康－来凤（ 安来高速）：安康（平利）－巫溪－建始－恩施－来凤
- 兰州－海口（ 兰海高速）：兰州－广元－南充－重庆－遵义－贵阳－麻江－都匀－河池－南宁－钦州－北海－湛江－海口，2,441公里。
  - 联络线一：钦州－东兴（ 钦东高速）：钦州－防城－东兴（口岸）
  - 联络线二：贵阳－成都（ 筑蓉高速）：贵阳－修文－金沙－古蔺－叙永－兴文－珙县－宜宾－荣县－简阳－成都
  - 并行线一：重庆－贵阳（ 渝筑高速）[註 2]：重庆－遵义－贵阳
  - 并行线二：贵阳－北海（ 筑北高速）：贵阳－平塘－天峨－巴马－南宁－北海
- 银川－昆明（ 银昆高速）[註 3]：银川－惠安堡－彭阳－平凉－华亭－宝鸡－留坝－汉中－巴中－广安－重庆－内江－宜宾－昭通－昆明，2,123公里。
  - 联络线一：昆明－磨憨（ 昆磨高速）：昆明－元江－思茅－磨憨（口岸）
  - 联络线二：景洪－打洛（ 景打高速）：景洪－勐海－打洛（口岸）
  - 联络线三：平凉－绵阳（ 平绵高速）：平凉－华亭－庄浪－天水－成县－武都－九寨沟－平武－绵阳
  - 联络线四：广安－泸州（ 广泸高速）：广安－武胜－永川－泸州
  - 联络线五：巴中－成都（ 巴蓉高速）：巴中－仪陇－三台－中江－成都
  - 联络线六：屏山－兴义（ 屏兴高速）：屏山（新市）－宜宾－筠连－镇雄－赫章－六盘水－兴义

### 东西横线
- 绥芬河－满洲里（ 绥满高速）：绥芬河（口岸）－牡丹江－哈尔滨－大庆－齐齐哈尔－阿荣旗－满洲里（口岸），1,437公里。
  - 联络线一：哈尔滨－同江（ 哈同高速）：哈尔滨－佳木斯－双鸭山－同江
  - 联络线二：建三江－黑瞎子岛（ 建黑高速）：建三江－抚远－黑瞎子岛
  - 联络线三：海拉尔－张家口（ 海张高速）：海拉尔－新巴尔虎左旗－阿尔山－阿力得尔－霍林郭勒－锡林浩特－太仆寺旗－张北－张家口
  - 联络线四：铁力－科尔沁右翼中旗（ 铁科高速）：铁力－方正－尚志－榆树－松原－通榆－科尔沁右翼中旗
  - 联络线五：双鸭山－宝清（ 双宝高速）：双鸭山－宝清
  - 联络线六：海拉尔－加格达奇（ 海加高速）：海拉尔－根河－加格达奇
- 珲春－乌兰浩特（ 珲乌高速）：珲春（防川）－敦化－吉林－长春－松原－白城－乌兰浩特，924公里。
  - 联络线一：吉林－黑河（ 吉黑高速）：吉林－舒兰－五常－哈尔滨－黑河（口岸（日语：黒河口岸））
  - 联络线二：沈阳－吉林（ 沈吉高速）：沈阳－抚顺－梅河口－吉林
  - 联络线三：北安－漠河（ 北漠高速）：北安－嫩江－加格达奇－塔河－漠河
  - 联络线四：松江－长白山（ 松长高速）：松江－长白山
  - 联络线五：乌兰浩特－阿力得尔（ 乌阿高速）：乌兰浩特－阿力得尔
  - 并行线：延吉－长春（ 延长高速）：延吉－和龙－桦甸－长春
- 丹东－锡林浩特（ 丹锡高速）：丹东－海城－盘锦－锦州－朝阳－赤峰－克什克腾旗－锡林浩特，942公里。
  - 联络线一：克什克腾－承德（ 克承高速）：克什克腾－承德
  - 联络线二：锡林浩特－二连浩特（ 锡二高速）：锡林浩特－二连浩特
- 荣成－乌海（ 荣乌高速）：荣成－文登－威海－烟台－东营－黄骅－天津－霸州－涞源－朔州－鄂尔多斯－乌海，1,771公里。
  - 联络线一：黄骅－石家庄（ 黄石高速）：黄骅－沧州－石家庄
  - 联络线二：沧州－榆林（ 沧榆高速）：沧州－河间－保定－阜平－五台－忻州－岢岚－保德－神木－榆林
  - 联络线三：威海－青岛（ 威青高速）：威海－文登－海阳－青岛（即墨）
  - 联络线四：潍坊－日照（ 潍日高速）：潍坊－安丘－诸城－日照
  - 联络线五：乌海－玛沁（ 乌玛高速）：乌海－棋盘井－石嘴山－银川－青铜峡－中卫－景泰－兰州－永靖－临夏－合作－碌曲－尕海－河南－玛沁
  - 联络线六：乌海－银川（ 乌银高速）：乌海－阿拉善左旗－银川
  - 联络线七：滨州－德州（ 滨德高速）：滨州－庆云－乐陵－德州
- 青岛－银川（ 青银高速）：青岛－潍坊－淄博－济南－石家庄－太原－离石－靖边－定边－银川，1,510公里。
  - 联络线一：青岛－新河（ 青新高速）：青岛－新河
  - 联络线二：定边－武威（ 定武高速）：定边－中宁－武威
- 青岛－兰州（ 青兰高速）：青岛－莱芜－泰安－聊城－邯郸－长治－临汾－富县－庆阳－平凉－定西－兰州，1,858公里。
  - 联络线：长治－延安（ 长延高速）：长治（黎城）－霍州－永和－延川－延安
- 连云港－霍尔果斯（ 连霍高速）：连云港－徐州－商丘－开封－郑州－洛阳－西安－宝鸡－天水－兰州－武威－嘉峪关－哈密－吐鲁番－乌鲁木齐－奎屯－霍尔果斯（口岸），4,242公里。
  - 联络线一：柳园－格尔木（ 柳格高速）：柳园－敦煌－格尔木
  - 联络线二：吐鲁番－和田（ 吐和高速）：吐鲁番－库尔勒－库车－阿克苏－喀什－和田
  - 联络线三：阿图什－伊尔克什坦（ 阿伊高速）：阿图什－伊尔克什坦（口岸）
  - 联络线四：奎屯－阿勒泰（ 奎阿高速）：奎屯－克拉玛依－阿勒泰
  - 联络线五：奎屯－塔城（ 奎塔高速）：奎屯－克拉玛依－塔城（巴克图口岸）
  - 联络线六：清水河－伊宁（ 清伊高速）：清水河－伊宁
  - 联络线七：武威－金昌（ 武金高速）：武威－金昌
  - 联络线八：精河－阿拉山口（ 精阿高速）：精河－阿拉山口（口岸）
  - 联络线九：博乐－阿拉山口（ 博阿高速）：博乐－阿拉山口（口岸）
  - 联络线十：商丘－固始（ 商固高速）：商丘－郸城－临泉－固始
  - 联络线十一：永登－海晏（ 永海高速）：永登－互助－大通－海晏
  - 联络线十二：奎屯－库车（ 奎库高速）：奎屯－库车
  - 联络线十三：伊宁－新源（ 伊新高速）：伊宁－新源
  - 联络线十四：阿克苏－阿拉尔（ 阿阿高速）：阿克苏－阿拉尔
  - 并行线一：临潼－兴平（ 临兴高速）：临潼－高陵－泾阳－兴平
- 南京－洛阳（ 宁洛高速）：南京－蚌埠－阜阳－周口－漯河－平顶山－洛阳，761公里。
  - 联络线一：南京－信阳（ 宁信高速）：南京－来安－滁州－合肥－霍邱－阜南－淮滨－信阳
  - 联络线二：平顶山－宜昌（ 平宜高速）：平顶山－方城－南阳－襄阳－宜昌
  - 联络线三：洛阳－内乡（ 洛内高速）：洛阳－嵩县－内乡
  - 联络线四：洛阳－卢氏（ 洛卢高速）：洛阳－卢氏
- 上海－西安（ 沪陕高速）：上海（浦东新区）－崇明－南通－扬州－南京－合肥－六安－信阳－南阳－商州－西安，1,526公里。
  - 联络线一：扬州－溧阳（ 扬溧高速）：扬州－镇江－溧阳
  - 联络线二：溧阳－宁德（ 溧宁高速）：溧阳－宁国－绩溪－歙县－建德－龙游－云和－泰顺－宁德（福安）
  - 联络线三：扬州－乐清（ 扬乐高速）：扬州－丹阳－金坛－安吉－临安－桐庐－义乌－磐安－仙居－乐清
  - 联络线四：丹凤－宁陕（ 丹宁高速）：丹凤－山阳－镇安－宁陕
- 上海－成都（ 沪蓉高速）：上海－苏州－无锡－常州－南京－合肥－六安－麻城－武汉－孝感－荆门－宜昌－万州－垫江－广安－南充－遂宁－成都，1,980公里。
  - 联络线一：南京－芜湖（ 宁芜高速）：南京－马鞍山－芜湖
  - 联络线二：合肥－安庆（ 合安高速）：合肥－安庆
  - 联络线三：麻城－安康（ 麻安高速）：麻城－大悟－随州－宜城－保康－房县－竹溪－平利－安康
  - 联络线四：成都－遵义（ 蓉遵高速）：成都－仁寿－自贡－泸州－赤水－习水－仁怀－遵义
  - 联络线五：成都－丽江（ 蓉丽高速）：成都－仁寿－沐川－金阳－会东－攀枝花－丽江
  - 联络线六：成都－昌都（ 蓉昌高速）：成都－都江堰－汶川－马尔康－炉霍－德格－昌都
  - 联络线七：雅安－叶城（ 雅叶高速）：雅安－天全－泸定－康定－理塘－巴塘－芒康－八宿－林芝－拉萨－日喀则－噶尔－叶城
  - 联络线八：曲水－乃东（ 曲乃高速）：曲水－乃东
  - 联络线九：南京－九江（ 宁九高速）：南京－和县－无为－铜陵－枞阳－安庆－望江－彭泽－湖口－九江
  - 并行线一：上海－武汉（ 沪武高速）：上海－常熟－张家港－江阴－常州－溧水－马鞍山－巢湖－安庆－岳西－英山－武汉
  - 并行线二：和县－襄阳（ 和襄高速）：和县－含山－巢湖－舒城－霍山－商城－新县－信阳－随县－枣阳－襄阳
  - 并行线三：武汉－重庆（ 武渝高速）：武汉－沙洋－宜昌－秭归－巴东－万州－忠县－重庆
- 上海－重庆（ 沪渝高速）：上海－湖州－宣城－芜湖－铜陵－安庆－黄梅－黄石－武汉－荆州－宜昌－恩施－忠县－垫江－重庆，1,775公里。
  - 联络线一：芜湖－合肥（ 芜合高速）：芜湖－巢湖－合肥
  - 联络线二：恩施－广元（ 恩广高速）：恩施（利川）－万州－开州－达州－巴中－广元
  - 联络线三：重庆－成都（ 渝蓉高速）：重庆－大足－安岳－成都
  - 联络线四：武汉－岳阳（ 武岳高速）：武汉－洪湖－岳阳
  - 联络线五：宜昌－华容（ 宜华高速）：宜昌－宜都－松滋－石首－华容
  - 并行线：石柱－重庆（ 石渝高速）：石柱－丰都－涪陵－重庆
- 杭州－瑞丽（ 杭瑞高速）：杭州－黄山－景德镇－九江－咸宁－岳阳－常德－吉首－遵义－毕节－六盘水－曲靖－昆明－楚雄－大理－瑞丽（口岸），2,953公里。
  - 联络线一：大理－丽江（ 大丽高速）：大理－丽江
  - 联络线二：大理－临沧（ 大临高速）：大理－云县－临沧
  - 联络线三：保山－泸水（ 保泸高速）：保山－泸水
  - 联络线四：天保－猴桥（ 天猴高速）：天保（口岸）－文山－蒙自－新平－临沧－云县－保山－腾冲－猴桥（口岸）
  - 联络线五：安乡－吉首（ 安吉高速）：安乡－石门－慈利－张家界－永顺－吉首
  - 联络线六：临沧－勐海（ 临勐高速）：临沧－勐海
  - 联络线七：临沧－清水河（ 临清高速）：临沧－清水河（口岸）
  - 并行线：昆明－大理（ 昆大高速）[註 2]：昆明－楚雄－大理
- 上海－昆明（ 沪昆高速）：上海－杭州－金华－衢州－上饶－鹰潭－南昌－宜春－长沙－邵阳－怀化－麻江－贵阳－安顺－曲靖－昆明，2,407公里。
  - 联络线一：南昌－韶关（ 南韶高速）：南昌－永丰－兴国－赣州－南雄－韶关
  - 联络线二：曲靖－弥勒（ 曲弥高速）：曲靖－陆良－泸西－弥勒
  - 并行线一：杭州－长沙（ 杭长高速）：杭州－开化－德兴－余干－南昌－奉新－铜鼓－浏阳－长沙
  - 并行线二：醴陵－娄底（ 醴娄高速）[註 2]：醴陵－娄底
  - 并行线三：南昌－凤凰（ 南凤高速）：南昌－高安－万载－长沙－娄底－溆浦－凤凰
  - 并行线四：洞口－三穗（ 洞三高速）：洞口－会同－天柱－三穗
- 福州－银川（ 福银高速）：福州（长乐）－南平－南城－南昌－九江－黄梅－黄石－武汉－孝感－襄阳－十堰－商州－西安－平凉－中宁－银川，2,419公里。
  - 联络线一：十堰－天水（ 十天高速）：十堰－安康－汉中－天水
  - 联络线二：抚州－吉安（ 抚吉高速）：抚州－崇仁－宜黄－乐安－永丰－吉水－吉安
  - 联络线三：沙县－南平（ 沙南高速）：沙县－顺昌－南平
  - 并行线：宁德－武汉（ 宁武高速）：宁德－顺昌－邵武－抚州－樟树－武宁－阳新－武汉
- 泉州－南宁（ 泉南高速）：泉州－永安－吉安－衡阳－永州－桂林－柳州－南宁，1,487公里。
  - 联络线一：南宁－友谊关（ 南友高速）：南宁－友谊关（口岸）
  - 联络线二：柳州－北海（ 柳北高速）：柳州－武宣－贵港－浦北－北海
  - 并行线：衡阳－南宁（ 衡南高速）：衡阳－城步－融安－宜州－上林－南宁
- 厦门－成都（ 厦蓉高速）：厦门－漳州－龙岩－瑞金－赣州－郴州－桂林－都匀－贵阳－毕节－泸州－隆昌－内江－成都，2,143公里。
  - 联络线一：都匀－香格里拉（ 都香高速）：都匀－惠水－安顺－六盘水－威宁－昭通－金阳－西昌－香格里拉
  - 联络线二：纳雍－兴义（ 纳兴高速）：纳雍－六枝特区－晴隆－兴义
- 汕头－昆明（ 汕昆高速）：汕头－梅州－韶关－贺州－柳州－河池－兴义－石林－昆明，1,867公里。
- 广州－昆明（ 广昆高速）：广州－肇庆－梧州－玉林－南宁－百色－富宁－开远－石林－昆明，1,400公里。
  - 联络线一：开远－河口（ 开河高速）：开远－河口（口岸）
  - 联络线二：弥勒－楚雄（ 弥楚高速）：弥勒－玉溪－楚雄
  - 联络线三：砚山－文山（ 砚文高速）：砚山－文山

### 地区环线
- 辽中环线（ 辽中环线高速）：铁岭－抚顺－本溪－辽阳－辽中－新民－铁岭，144公里。
  - 联络线：本溪－集安（ 本集高速）：本溪－桓仁－集安
- 杭州湾环线（ 杭州湾环线高速）：上海－杭州－宁波－上海，427公里。
  - 联络线：宁波－舟山（ 甬舟高速）：宁波－舟山
  - 并行线：杭州－宁波（ 杭甬高速）：杭州－慈溪－宁波
- 成渝环线（ 成渝环线高速）：成都－绵阳－遂宁－重庆－合江－泸州－宜宾－乐山－雅安－成都，1,050公里。
- 珠三角环线（ 珠三角环线高速）：深圳- 香港（口岸）－澳门（口岸）－珠海－中山－江门－佛山－花都－增城－東莞－深圳，463公里。
  - 联络线：东莞－佛山（ 莞佛高速）：東莞－虎门－佛山
- 首都环线（ 首都环线高速）[註 5]：承德－遵化－玉田－蓟州－宝坻－宁河－武清－廊坊－固安－涿州－涿鹿－张家口－崇礼－沽源－丰宁－承德，908公里。
  - 联络线：涞水－涞源（ 涞涞高速）：涞水－涞源。
- 海南环线（ 海南环线高速）：海口－琼海－三亚－东方－海口，612公里。
  - 联络线一：海口－乐东（ 海乐高速）：海口－五指山－乐东
  - 联络线二：海口－琼海（ 海琼高速）：海口－文昌－琼海
  - 联络线三：万宁－洋浦（ 万洋高速）：万宁－琼中－儋州－洋浦

### 都市圈环线
- 哈尔滨都市圈环线：双城－松北－呼兰－阿城－双城
- 长春都市圈环线：德惠－九台－双阳－伊通－公主岭－农安－德惠
- 杭州都市圈环线：德清－桐乡－海宁－绍兴－诸暨－富阳－德清
- 南京都市圈环线：来安－天长－仪征－句容－南京－全椒－滁州－来安
- 郑州都市圈环线：荥阳－中牟－尉氏－新郑－新密－荥阳
- 武汉都市圈环线：华容－梁子湖－汉南－汉川－孝感－新洲－华容
- 长株潭都市圈环线：宁乡－浏阳－醴陵－湘乡－韶山－宁乡
- 西安都市圈环线：蓝田－鄠邑－周至－武功－乾县－富平－渭南－蓝田
- 重庆都市圈环线：永川－铜梁－合川－长寿－涪陵－南川－綦江－永川
- 成都都市圈环线：都江堰－什邡－德阳－中江－彭山－蒲江－都江堰
- 济南都市圈环线：长清－齐河－禹城－临邑－济阳－章丘－长清
- 合肥都市圈环线：肥东－巢湖－肥西－肥东

### 绕城环线
| 华北地区 - 石家庄绕城高速 - 太原绕城高速 - 天津绕城高速 - 北京绕城高速 - 呼和浩特绕城高速 |  | 东北地区 - 哈尔滨绕城高速 - 沈阳绕城高速 - 长春绕城高速 |  | 华东地区 - 上海绕城高速 - 宁波绕城高速 - 福州绕城高速 - 济南绕城高速 - 南京绕城高速 - 杭州绕城高速 - 合肥绕城高速 - 南昌绕城高速 |  | 中南地区 - 长沙绕城高速 - 郑州绕城高速 - 武汉绕城高速 - 广州绕城高速 - 南宁绕城高速 |  | 西南地区 - 成都绕城高速 - 重庆绕城高速 - 昆明绕城高速 - 贵阳绕城高速 |  | 西北地区 - 西宁绕城高速 - 银川绕城高速 - 兰州绕城高速 - 西安绕城高速 - 乌鲁木齐绕城高速 |

## 使用规划外国家高速公路编号的高速公路

### 现用规划外国家高速编号
以下路段编号虽使用G字头编号，但从未属于中华人民共和国国家高速公路网规划之内，且2017、2022扩充编号亦未予采纳，但其所属省区市当前仍在相关路段实际使用。
| 高速公路名称                          | 实际使用编号 | 途经城市                       |
| ------------------------------------- | ------------ | ------------------------------ |
| 汉蓉高速公路                          | G0521        | 汉中市、广元市、绵阳市、成都市 |
| 渭南过境高速公路（2019年以前G30老路） | G3022        | 渭南市                         |
| 西兴高速公路（2019年以前G30老路）     | G3023        | 西安市、咸阳市                 |
| 宝鸡过境高速公路（2019年以前G30老路） | G3024        | 宝鸡市                         |
| 南龙高速公路                          | G4521        | 赣州市                         |

### 曾用规划外国家高速编号
以下路段编号虽使用G字头编号，但从未属于中华人民共和国国家高速公路网规划之内，且2017、2022扩充编号亦未予采纳。下列编号曾被使用，目前相关省区市已将编号全数撤销或替换。
此外，由于部分路段顺位较高（如：国家级绕城高速），在不更名只替换编号的情况下，部分路段因为与国家高速共线，实际使用的是对应的国家高速公路的编号。如G1204白城绕城高速公路虽更名为S17，但是在与G12共线段采用的是G12的编号。
- 长春绕城高速公路（“G0102 或 G1203”）- 现为 G2501
- 临汾绕城高速公路（“G0501 或 G2202”）- 现为 S2202
- 吉林绕城高速公路（“G1201”）- 现由 G12、G1211、G1212 组成[註 8]
- 松原绕城高速公路（“G1202”）- 现由 G12、G45、G1015 组成[註 8]
- 白城绕城高速公路（“G1204”）- 现为 S17
- 泉州绕城高速公路（“G1502”）- 现由 G15、S11、S56、S58 组成[註 8]
- 厦门绕城高速公路（“G1503”）- 后改为 G1506，但由于实际规划未有定论，迄今为止仍未有任何一段路实际使用该编号，2022年规划中已被取消。曾在部分媒体以及网站中所有涉及路段，属于金门岛、烈屿乡境内的部分因臺灣問題和两岸关系而实际无效。剩下未涉及部分可能涉及的路段，其所有版本则分别涉及已建成的G15、S15、S40、金门大桥、和规划中的G1533以及正在建设中G1534、S12。
- 紫泥高速公路（“G15E”）- 现为 S15
- 朔州绕城高速公路（“G1801”）- 现为 S5901
- 阳泉绕城高速公路（“G2002”）- 现为 S2001
- 吕梁绕城高速公路（“G2003”）- 现为 S2002
- 长治绕城高速公路（“G2201”）- 现为 S2201
- 成都第二绕城高速（“G4202”）- 现为 SA2
- 成都第三绕城高速（“G4203”）- 后改为 SA3，现为 G9910
- 嫩丹高速公路（“G47”）- 曾短暂使用 S47，现为 G4512[註 8]
- 锡宜高速公路（“G48”）- 现为 S48
- 大同绕城高速公路（“G5501”）- 现为 S5501
- 忻州绕城高速公路（“G5502”）- 现为 S5502
- 晋城绕城高速公路（“G5503”）- 现为 S5503
- 昆安高速公路原大观桥收费站至高峣立交段（“G56”）- 现为“碧鸡路”、“二环快速路”。原为G56主线，但在路线修改后为防止混淆，现已取消该路段的G56编号。且由于G56改线后，本段路线属于免费路段，所以将G56相关指示牌批量拆除，但保留原有建成路段以及所有交通设施以及主线120km/h的限速，以继续作为城市快速路使用。
- 昆明南连接线（“G56S”）- 现为 G56
- 同招高速公路（“G7621”）- 曾短暂使用 S7621，现为 S59
- 东肖高速公路（“G76S1 或 G7621”）- 现为 S76
- 白胤高速公路（“G96”）- 现为 G69

## 2022年规划中被取消的路线
- 拉萨绕城高速公路（“G0602”）- 现降级为普通公路，无编号。
- 大连绕城高速公路（“G1101”）- 现东北段降级为 S23
- 青岛绕城高速公路（“G1502”）- 现由 G20、G22、S7601、胶州湾隧道组成
- 厦门绕城高速公路（“G1506”）- 见上节
- 深圳绕城高速公路（“G1507”）- 现由 S86、S3、S30 组成
- 海口绕城高速公路（“G9801”）- 现降级为 S82
- 台湾环线高速公路（“G99”）- 因臺灣問題和两岸关系，事实上从未有任何一段路使用过G99编号，仅曾被中国大陆部分地图网站（如百度地图、高德地图）短暂标记，2022年规划中已被取消。其涉及路段则分别属于已建成的“中华民国国道1号”以及尚处于规划期的“中华民国国道5号”。